# Milton Ness
Milton Ness är en udde i Storbritannien.   Den ligger i kommunen Aberdeenshire och riksdelen Skottland, i den norra delen av landet, 600 km norr om huvudstaden London.
Terrängen inåt land är huvudsakligen platt, men åt nordväst är den kuperad. Havet är nära Milton Ness åt sydost.  Närmaste större samhälle är Montrose, 9,0 km sydväst om Milton Ness. 